# نادي الوطني
النادي الوطني هو ناد رياضي سعودي تأسس في عام 1959 يعد نادي الوطني أقدم نادي تأسس في منطقة تبوك و من أقدم اندية المملكة العربية السعودية، صعد الوطني للدوري السعودي الممتاز عام 2005 و بقى النادي في مصاف الكبار سنتين ليعود إلى دوري الدرجة الاولى يتواجد النادي الآن في دوري الدرجة الثالثة

## تاريخ
حيث يعد أقدم أندية منطقة تبوك الستة. بدأ نشاط النادي برياضة كرة القدم بالإضافة للنشاط الثقافي،
في عام 1387هـ توقفت مسيرة النادي حين تم حل النادي وتوقفت نشاطاته، وفي عام 1392/1393هـ بدأ محبو النادي بالمطالبة بإعادة افتتاح النادي والترخيص له لمزاولة نشاطه بالمنطقة وتم ذلك بالفعل عام 1394هـ  حيث تم الترخيص له رسميا بعد استكمال الإجراءات الرسمية وصعد النادي إلى مصاف الدوري السعودي لمدة سنتين موسمي ( ٢٠٠٧ - ٢٠٠٨ ) و ( ٢٠٠٨ - ٢٠٠٩ ) وسرعان ما هبط و استقر في دوري الدرجه الاولى حتى هبوطه منها و سرعان ما هبط من الدرجه الثانيه ايضاً ليستقر في دوري الدرجه الثالثه حتى عام ٢٠٢٥ وقد يمتد لأعوام عديدة 
أشهر من لعب للنادي الوطني هم صالح يونس وحسن محمد الفيفي ومحمد الزبيدي وأحمد شوعي وعبد الله يونس وسلطان مريف وعلي عليش وعبد الله قرموش وسليمان عبد اللطيف وخالد العنزي وفريد التلاوي ونايف الويفي ومنصور سحاب وحمودة الخالدي وعبد الله خلف وأحمد مساعد ومحمد محسن وغيثان الشهري ومحمد دغيثر وخالد الرويحي وفهد العقبي علي الغفيلي وسالم أمان وأحمد المطيويع وفائز العمري وخالد محسن الجهني وعيسى يونس وعبد الرحمن السودي وظافر القرني وغيرهم.

## تشكيلة الفريق الحالية
ملاحظة: تشير الأعلام إلى المنتخب بحسب قواعد الأهلية المعتمدة من قبل الفيفا؛ تنطبق بعض الاستثناءات المحدودة. وقد يحمل اللاعبون أكثر من جنسية لا تعترف بها الفيفا.
| الرقم | البلد    | المركز | اللاعب                  |
| ----- | -------- | ------ | ----------------------- |
| 1     | السعودية | حارس   | عبد العزيز مبارك البلوي |
| 2     | السعودية | مدافع  | باسل الشمري             |
| 4     | السعودية | مدافع  | موسى عسيري              |
| 5     | السعودية | وسط    | عبد الرحمن قحل          |
| 6     | السعودية | مدافع  | برهان البلوي            |
| 7     | السعودية | وسط    | خالد البلوي             |
| 8     | السعودية | وسط    | عبد الله الحربي         |
| 9     | السعودية | مهاجم  | باسم البلوي             |
| 10    | السعودية | وسط    | ماجد العطوي             |
| 11    | ليبيا    | مهاجم  | أكرم الزوي              |
| 12    | السعودية | مدافع  | أنور الغامدي            |
| 13    | السعودية | مدافع  | حسن القحطاني            |
| 14    | السعودية | مدافع  | تركي عسيري              |
| 15    | السعودية | وسط    | أيمن كعبي               |

| الرقم | البلد    | المركز | اللاعب                     |
| ----- | -------- | ------ | -------------------------- |
| 16    | السعودية | وسط    | متعب العبيد                |
| 17    | تونس     | وسط    | زياد بن سالم               |
| 18    | السعودية | وسط    | ياسر الزهراني              |
| 19    | السعودية | مدافع  | أحمد الشمري                |
| 20    | السعودية | مهاجم  | أحمد الخيبري               |
| 21    | السعودية | وسط    | عبد الإله العنزي           |
| 26    | السعودية | حارس   | أحمد العطوي                |
| 29    | السعودية | وسط    | خالد كعبي                  |
| 30    | السعودية | حارس   | سعود الخيبري               |
| 33    | تونس     | مدافع  | علاء الدين بوسليمي         |
| 77    | السعودية | وسط    | عبد العزيز عبد الله البلوي |
| --    | السعودية | مدافع  | فواز الغامدي               |
| --    | السعودية | مدافع  | قاسم مجرشي                 |
| --    | السعودية | وسط    | فيصل البلوي                |

## وصلات خارجية
- الموقع الرسمي